# Rubinet
Rubinet (zkratka Ru) je středně pozdní až pozdní moštová odrůda révy vinné (Vitis vinifera), určená k výrobě červených vín. Odrůda byla vyšlechtěna ještě v bývalém Československu, v Lednici na Moravě, křížením odrůd (Revolta x Alibernet) x André.
Revolta je odrůda, vyšlechtěná ještě v bývalém Československu, kříženec odrůd (Malingre Précoce x Chrupka bílá) x (Čabaňská perla x Corinthe rose ).

## Popis
Réva vinná (Vitis vinifera) odrůda Rubinet je jednodomá dřevitá pnoucí liána, dorůstající v kultuře až několika metrů. Kmen tloušťky až několik centimetrů je pokryt světlou borkou, která se loupe v pruzích. Úponky révy umožňují této rostlině pnout se po pevných předmětech. Růst je středně bujný se vzpřímenými letorosty.
List je malý až středně velký, pětiúhelníkovitý, pětilaločnatý s mělkými až středně hlubokými horními bočními výkroji a s velkými, tupými špičkami. Vrchní strana čepele listu je hladká, velmi slabě až slabě puchýřnatá. Řapíkový výkroj je lyrovitý, úzký, lehce překrytý s průsvitem, řapík listu je delší, narůžovělý, později až výrazně červený.
Oboupohlavní pětičetné květy v hroznovitých květenstvích jsou žlutozelené, samosprašné. Plodem je malá až středně velká, široce elipsovitá, modročerná bobule, dužnina je šťavnatá, tmavočerveně zbarvená, plné chuti. Hrozen je středně velký (142 g), řídký až středně hustý, válcovitě-kuželovitý, s křidélky, se středně dlouhou, často rozvětvenou a červenavě zbarvenou stopkou.

## Původ a rozšíření
Rubinet je moštová odrůda révy vinné (Vitis vinifera), vyšlechtěná roku 1965 ještě v bývalém Československu, křížením odrůd (Revolta x Alibernet) x André. Odrůdu vyšlechtil Prof. Ing. Vilém Kraus, CSc. na Mendelově Univerzitě v Brně, v Lednici na Moravě. Odrůda byla dále v Německu, v Ockenheimu, selektována Hermannem Jägerem. Proto se někdy v odborné literatuře můžeme setkat s názorem, že existují dvě samostatné odrůdy stejného názvu, jedna německá a jedna česká.
Do Státní odrůdové knihy České republiky byla odrůda zapsána roku 2004. Udržovatelem odrůdy je Prof. Vilém Kraus. V ČR se pěstuje zatím velmi okrajově, spíše jen na pokusných plochách, roku 2010 bylo vysazeno něco málo přes dva hektary vinic průměrného stáří 5 let. Na nepatrných plochách ji najdeme i v Německu.

## Název
Název odrůdy je složen ze dvou částí, první část, „rubi“, patrně evokuje barvu vín, přípona „net“ naznačuje, že se jedná o odrůdu kabernetového typu a jedním z rodičů je odrůda Alibernet. Původní název odrůdy byl Tintet, pěstitelské označení pak R-27.

## Pěstování
Hodí se pro většinu vedení, vhodné jsou delší tažně. Doporučován je tvar keře s jedním kmínkem, řez na jeden tažeň, dlouhý podle síly keře a jeden dvouoký zásobní čípek. Při přetěžování keře úrodou jsou sklízené hrozny méně kvalitní. Proti poškození zimními i jarními mrazy je odrůda odolná. Podle typů půdy volíme také podnože, vhodné jsou SO-4, Cr 2 a 125 AA. Výnosy bývají středně vysoké, ve zkouškách pro registraci bylo v tříletém průměru dosaženo 10 t/ha (9-13 t/ha) při cukernatosti 16-19° ČNM a obsahu kyselin 9,5-12 g/1. Hrozny zrají brzy a vydrží na keřích dlouho, což umožňuje odbourávání kyseliny jablečné přímo na vinici.

### Fenologie
Doba rašení oček i květu je středně raná. Hrozny se vybarvují od poloviny srpna, sklizňová zralost začíná začátkem až v polovině října.

### Choroby a škůdci
Proti napadení houbovými chorobami je odrůda středně odolná, citlivější je na padlí révové (Uncinula necator).

### Poloha a půdy
Na stanoviště není Rubinet náročný, hůře však snáší sušší, kamenité půdy, vyžaduje spíše půdy hlubší a vododržné.

## Víno
Charakterem víno připomíná červená vína z jižní Evropy. Je velmi vhodné ke spojování s červenými víny, kterým dodává plnost a charakter. Hodí se pro technologii školení v sudech barrique. Odrůda poskytuje víno výborné kvality, tmavočervené až modročervené barvy a harmonické chuti. Může se využít jako přídavek k odrůdám s nižší barevností červeného vína a s nižší plností často se sceluje s odrůdami Modrý Portugal nebo Frankovka, v horších ročnících i Cabernet Sauvignon. Je vhodná pro integrovanou produkci hroznů.
Typická odrůdová vína jsou neprůhledně sytě červenohnědá, vůně je intenzivní, kořenitě kabernetová, zvláštní, chuť velmi plná, viskózní, kabernetová, tříslovitá, charakteru jižních vín. Ve vůni a chuti můžeme hledat černý rybíz, plody černého bezu, koření. Vína jsou vhodná ke střednědobé archivaci. Vína Rubinetu se hodí ke zvěřině či k pečeným masům.

### Multimédia
- Ing. Radek Sotolář : Multimediální atlas podnožových, moštových a stolních odrůd révy, Mendelova zemědělská a lesnická universita Brno, zahradnická fakulta v Lednici
- Martin Šimek : Encyklopédie všemožnejch odrůd révy vinné z celýho světa s přihlédnutím k těm, co již ouplně vymizely, 2008-2012